# Velemir Chlebnikov
Velemir Chlebnikov, vlastním jménem Viktor Vladimirovič Chlebnikov, rusky Велимир Хлебников (Виктор Владимирович Хлебников), (28. říjnajul./ 9. listopadu 1885greg., Tundutovo nebo Malyje Děrbety  – 28. června 1922, Santalovo, Novgorodská gubernie) byl ruský symbolistický básník a dramatik, představitel ruského futurismu.

## Život
Maturoval v roce 1903. Studoval matematiku a přírodní vědy na universitě v Kazani a od roku 1908 pak slovanskou filologii v Petrohradu. Byl to bohém, tulák, nezařaditelný samotář. Po revoluci pracoval v sovětských osvětových institucích, psal verše pro Okna ROSTA. Nebyl ale schopen se adaptovat na praktický život. V roce 1921 se účastnil vojenského tažení do Íránu. Zemřel při návratu z cest po Kavkazu na otravu krve.

## Dílo
Tvůrce pojmu zaum – vytvářel zaumný jazyk – uměle vytvořený jazyk zaklínadel a magických kouzel se slovy. Byl znám jako jazykový experimentátor, dal ruskému jazyku nový směr. Většina jeho děl zůstala nedokončená, torzovitá. Preferuje intonační prvek před rytmickým. Čerpal z folklóru a mýtů. Využíval magie čísel. Byl nazýván "básník pro básníky", ovlivnil řadu ruských autorů, jako byli například: Nikolaj Nikolajevič Asejev, Marina Cvětajevová, Vladimir Vladimirovič Majakovskij, Osip Emiljevič Mandelštam, Boris Leonidovič Pasternak nebo Nikolaj Alexejevič Zabolockij.

## Spisy (výběr)

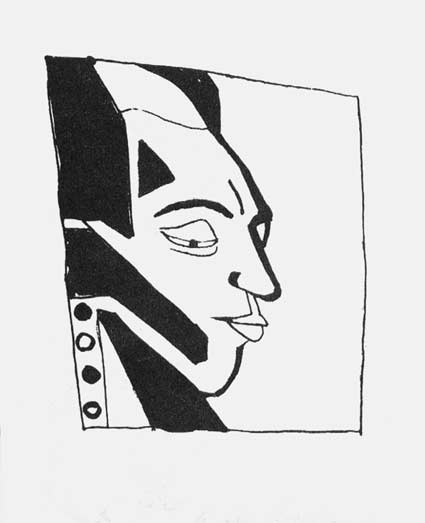
Chlebnikov na karikatuře Vladimira Burliuka

- Zakljatije smechom (Zakletí smíchem), 1910, básnická sbírka
- Vila i lešij (Víla a skřítek), 1912
- Rjav (Raf) , 1913
- Vojna v myšelovke (Válka v myší pasti), 1915–1919, protiválečná poéma
- Ladomir, 1920
- Noč pered Sovětami (Noc před sověty), 1921

### české překlady
- Čmáranice po nebi, výbor z prací Velemíra Chlebnikova, překlad a předmluva: Jiří Taufer, SNKLHU 1964, Odeon 1974
- Zakletí smíchem , překlad Jiří Taufer, Odeon 1975
- Všem, výbor z prací Velemíra Chlebnikova, překlad Jiří Taufer, Odeon 1984